# غونجا ناهجيفانلي
غونجا ناهجيفانلي (بالتركية: Gonca Nahcıvanlı) مواليد 29 يونيو 1979 في إزمير، هي لاعبة كرة يد تركية. حققت المركز الثاني في كرة اليد في ألعاب البحر الأبيض المتوسط 2009.